# Wijken en buurten in Elburg
De Nederlandse gemeente Elburg is voor statistische doeleinden onderverdeeld in wijken en buurten. De gemeente is verdeeld in de volgende statistische wijken:
- Wijk 01 Elburg (CBS-wijkcode:023001)
- Wijk 02 (CBS-wijkcode:023002)
- Wijk 03 Doornspijk (CBS-wijkcode:023003)

Een statistische wijk kan bestaan uit meerdere buurten. Onderstaande tabel geeft de buurtindeling met kentallen volgens het Centraal Bureau voor de Statistiek (2008):
| CBS-buurtcode | Buurtnaam                             | Inwonertal | Opp. totaal (ha) | Opp. land (ha) | Ligging                |
| ------------- | ------------------------------------- | ---------- | ---------------- | -------------- | ---------------------- |
| BU02300100    | Elburg Stad                           | 900        | 22               | 18             | Locatie in de gemeente |
| BU02300101    | Elburg West en havengebied            | 1520       | 210              | 204            | Locatie in de gemeente |
| BU02300102    | Elburg-Oosthoek                       | 3080       | 106              | 105            | Locatie in de gemeente |
| BU02300103    | Elburg De Vrijheid                    | 2490       | 40               | 40             | Locatie in de gemeente |
| BU02300104    | De Pal-Oostendorp                     | 2900       | 121              | 121            | Locatie in de gemeente |
| BU02300105    | Achterweg                             | 630        | 11               | 11             | Locatie in de gemeente |
| BU02300108    | Verspreide huizen Elburg-Zuid         | 160        | 390              | 390            | Locatie in de gemeente |
| BU02300109    | Verspreide huizen Elburg-Noord        | 160        | 369              | 369            | Locatie in de gemeente |
| BU02300201    | 't Harde-Centrum                      | 2380       | 119              | 119            | Locatie in de gemeente |
| BU02300202    | 't Harde-West                         | 2010       | 86               | 86             | Locatie in de gemeente |
| BU02300203    | 't Harde-Oost                         | 1240       | 77               | 77             | Locatie in de gemeente |
| BU02300207    | Verspreide huizen 't Harde Noord-West | 590        | 694              | 694            | Locatie in de gemeente |
| BU02300209    | Verspreide huizen 't Harde Zuid-Oost  | 20         | 2043             | 2043           | Locatie in de gemeente |
| BU02300300    | Doornspijk                            | 1500       | 114              | 114            | Locatie in de gemeente |
| BU02300304    | Hoge Enk                              | 890        | 112              | 112            | Locatie in de gemeente |
| BU02300306    | Verspreide huizen Doornspijk-West     | 660        | 898              | 898            | Locatie in de gemeente |
| BU02300308    | Verspreide huizen Doornspijk-Oost     | 1110       | 983              | 983            | Locatie in de gemeente |